# US Open 1982 (tennis)
De 102e editie van het Amerikaanse grandslamtoernooi, het US Open 1982, werd gehouden van dinsdag 31 augustus tot en met zondag 12 september 1982. Voor de vrouwen was het de 96e editie. Het toernooi werd gespeeld op het terrein van het USTA Billie Jean King National Tennis Center, gelegen in Flushing Meadows in het stadsdeel Queens in New York.

## Belangrijkste uitslagen
Mannenenkelspel

Finale: Jimmy Connors (VS) won van Ivan Lendl (Tsjecho-Slowakije) met 6-3, 6-2, 4-6, 6-4
Vrouwenenkelspel

Finale: Chris Evert-Lloyd (VS) won van Hana Mandlíková (Tsjecho-Slowakije) met 6-3, 6-1
Mannendubbelspel

Finale: Kevin Curren (Zuid-Afrika) en Steve Denton (VS) wonnen van Victor Amaya (VS) en Hank Pfister (VS) met 6-2, 6-7, 5-7, 6-2, 6-4
Vrouwendubbelspel

Finale: Rosie Casals (VS) en Wendy Turnbull (Australië) wonnen van Barbara Potter (VS) en Sharon Walsh (VS) met 6-4, 6-4
Gemengd dubbelspel

Finale: Anne Smith (VS) en Kevin Curren (Zuid-Afrika) wonnen van Barbara Potter (VS) en Ferdi Taygan (VS) met 6-7, 7-6, 7-6
Meisjesenkelspel

Finale: Beth Herr (VS) won van Gretchen Rush (VS) met 6-3, 6-1
Meisjesdubbelspel

Finale: Penny Barg (VS) en Beth Herr (VS) wonnen van Ann Hulbert (VS) en Bernadette Randall (Australië) met 1-6, 7-5, 7-6
Jongensenkelspel

Finale: Pat Cash (Australië) won van Guy Forget (Frankrijk) met 6-3, 6-3
Jongensdubbelspel

Finale: Jonathan Canter (VS) en Michael Kures (VS) wonnen van Pat Cash (Australië) en John Frawley (Australië) met 7-6, 6-3
1881 · 1882 · 1883 · 1884 · 1885 · 1886 · 1887 · 1888 · 1889 · 1890 · 1891 · 1892 · 1893 · 1894 · 1895 · 1896 · 1897 · 1898 · 1899 · 1900 · 1901 · 1902 · 1903 · 1904 · 1905 · 1906 · 1907 · 1908 · 1909 · 1910 · 1911 · 1912 · 1913 · 1914 · 1915 · 1916 · 1917 · 1918 · 1919 · 1920 · 1921 · 1922 · 1923 · 1924 · 1925 · 1926 · 1927 · 1928 · 1929 · 1930 · 1931 · 1932 · 1933 · 1934 · 1935 · 1936 · 1937 · 1938 · 1939 · 1940 · 1941 · 1942 · 1943 · 1944 · 1945 · 1946 · 1947 · 1948 · 1949 · 1950 · 1951 · 1952 · 1953 · 1954 · 1955 · 1956 · 1957 · 1958 · 1959 · 1960 · 1961 · 1962 · 1963 · 1964 · 1965 · 1966 · 1967
↓ open tijdperk ↓
1968 (m-v-md-vd-gd) ·
1969 (m-v-md-vd-gd) ·
1970 (m-v-md-vd-gd) ·
1971 (m-v-md-vd-gd) ·
1972 (m-v-md-vd-gd) ·
1973 (m-v-md-vd-gd) ·
1974 (m-v-md-vd-gd) ·
1975 (m-v-md-vd-gd) ·
1976 (m-v-md-vd-gd) ·
1977 (m-v-md-vd-gd) ·
1978 (m-v-md-vd-gd) ·
1979 (m-v-md-vd-gd) ·
1980 (m-v-md-vd-gd) ·
1981 (m-v-md-vd-gd) ·
1982 (m-v-md-vd-gd) ·
1983 (m-v-md-vd-gd) ·
1984 (m-v-md-vd-gd) ·
1985 (m-v-md-vd-gd) ·
1986 (m-v-md-vd-gd) ·
1987 (m-v-md-vd-gd) ·
1988 (m-v-md-vd-gd) ·
1989 (m-v-md-vd-gd) ·
1990 (m-v-md-vd-gd) ·
1991 (m-v-md-vd-gd) ·
1992 (m-v-md-vd-gd) ·
1993 (m-v-md-vd-gd) ·
1994 (m-v-md-vd-gd) ·
1995 (m-v-md-vd-gd) ·
1996 (m-v-md-vd-gd) ·
1997 (m-v-md-vd-gd) ·
1998 (m-v-md-vd-gd) ·
1999 (m-v-md-vd-gd) ·
2000 (m-v-md-vd-gd) ·
2001 (m-v-md-vd-gd) ·
2002 (m-v-md-vd-gd) ·
2003 (m-v-md-vd-gd) ·
2004 (m-v-md-vd-gd) ·
2005 (m-v-md-vd-gd) ·
2006 (m-v-md-vd-gd) ·
2007 (m-v-md-vd-gd) ·
2008 (m-v-md-vd-gd) ·
2009 (m-v-md-vd-gd) ·
2010 (m-v-md-vd-gd) ·
2011 (m-v-md-vd-gd) ·
2012 (m-v-md-vd-gd) ·
2013 (m-v-md-vd-gd) ·
2014 (m-v-md-vd-gd) ·
2015 (m-v-md-vd-gd) ·
2016 (m-v-md-vd-gd) ·
2017 (m-v-md-vd-gd) ·
2018 (m-v-md-vd-gd) ·
2019 (m-v-md-vd-gd) ·
2020 (m-v-md-vd) ·
2021 (m-v-md-vd-gd) ·
2022 (m-v-md-vd-gd) ·
2023 (m-v-md-vd-gd)  ·
2024 (m-v-md-vd-gd)
Lijst van US Openwinnaars